# 克雷頓·艾布蘭
小克雷頓·威廉斯·艾布蘭（英語：Creighton Williams Abrams, Jr.，1914年9月15日—1974年9月4日），美國陸軍上將，1968年至1972年越南戰爭期间任駐越美軍最高指揮官，随后又任美國陸軍參謀長。

## 生平

### 二戰
二戰時，克雷頓·艾布蘭服役於美國第4裝甲師，並擔任第37坦克營的營長。他的部隊經常作為第4裝甲師和美國第三集團軍的先鋒。艾布蘭帶領的裝甲部隊在突出部戰役中突破了納粹德軍對巴斯托涅的包圍，成功解救了重圍之中的101空降師。
艾布蘭被視為一個出色的裝甲指揮官。在二戰其間，他兩次獲得了傑出服役十字勳章。

### 評價
喬治·巴頓曾對他有以下評價：「我原本應是美國陸軍最优秀的坦克指挥官，但我有一位战友——艾比·艾布拉姆斯，他是世界冠军。」

### 越戰
1967年5月，艾布蘭經任命為援助南越美軍副司令。1968年4月2日接替威廉·魏摩蘭升任駐越美軍總司令。在任內，他調整了美軍戰略。

### 美國陸軍參謀長
1972年6月，艾布蘭經任命為美國陸軍參謀長。然而，卻在1974年因肺癌逝世。

## 私人生活
克雷顿·艾布拉姆斯与朱莉·贝丝·哈维生有三子三女，三个女儿分别是诺尔·布拉德利·艾布拉姆斯、简妮·戴利·艾布拉姆斯和伊丽莎白·道尔·艾布拉姆斯，三人都嫁给了美军的军官。克雷顿·艾布拉姆斯的三个儿子都成为美国陆军的将军，分别是克雷顿·艾布拉姆斯三世准将、约翰·纳尔逊·艾布拉姆斯上将和罗伯特·布鲁斯·艾布拉姆斯上将。

## 紀念
美國陸軍為紀念艾布蘭將軍的奉獻，後來將為取代M60巴頓戰車的新型戰車命名為M1艾布蘭主力戰車。